# Asperidorsus holobrunneus
Asperidorsus holobrunneus är en skalbaggsart som beskrevs av Karl Adlbauer 2007. Asperidorsus holobrunneus ingår i släktet Asperidorsus och familjen långhorningar. Inga underarter finns listade.